# Directive R&TTE
La directive européenne 1999/5/CE dite "R&TTE" (Radio And Terminal Telecommunication Equipement) concernait les terminaux de télécommunication et les équipements radio. L'ensemble de ces produits entrant dans le domaine d'application de la directive et disponible sur le marché européen devait être obligatoirement conforme à cette directive.
Cette directive a été totalement abrogée le 13 juin 2016. Depuis juin 2014, la nouvelle directive 2014/53/UE dite "RED" (Radio Equipment Directive) est entrée en vigueur, succédant à cette ancienne directive R&TTE. La mise sur le marché d'équipements conformes à la directive R&TTE était toutefois tolérée jusqu'au 12 juin 2017.

## Domaine d'application
La directive s’appliquait aux équipements hertziens et aux équipements terminaux de télécommunications, y compris les équipements électro-médicaux et automobiles. Toutefois les équipements relatifs à la sécurité publique et à la défense, radioamateurs, maritimes, de réception radiophonique ou de télévision, aéronautique n'étaient pas concernés par cette directive.

## Exigences essentielles
- La protection de la santé et de la sécurité des personnes devait être assurée en respect des exigences essentielles de la directive « basse tension » 2006/95/CE.
- La compatibilité électromagnétique devait être assurée en respect des exigences essentielles de la directive « CEM » 2004/108/CE.
- L’équipement radio devait utiliser le spectre de fréquences attribué de manière efficace.
- Certaines catégories d’équipements devaient respecter un protocole de communication.

## Réglementation associée

### Normes harmonisées
Les normes harmonisées définissaient des méthodes pour obtenir la conformité aux exigences essentielles de la directive. Un équipement conforme à une norme harmonisée pertinente obtenait de fait une présomption de conformité à une ou des exigences essentielles de la directives.
La liste des normes harmonisées était publiée régulièrement. Chaque norme harmonisée traitait d'une ou plusieurs exigences essentielles. Plusieurs normes harmonisées pouvaient avoir à être utilisées pour obtenir une conformité à la directive R&TTE d'un équipement. 
Par exemple, un équipement Wi-Fi utilisait les normes harmonisées suivantes :
- EN 60950-1 (exigence essentielle de l'article 3, paragraphe 1, point a de la directive : sécurité des personnes - sécurité électrique)
- EN 50371 (exigence essentielle de l'article 3, paragraphe 1, point a de la directive : sécurité des personnes - exposition aux champs électromagnétiques)
- EN 301 489-17 (exigence essentielle de l'article 3, paragraphe 1, point b de la directive : compatibilité électromagnétique)
- EN 300 328 (exigence essentielle de l'article 3, paragraphe 2 de la directive : efficacité du spectre radio)

### Normes essais
La norme harmonisée pouvait contenir la méthode d'essai, ou faire appel à une norme spécifique essai.
Cette norme définissait la méthodologie à appliquer pour la mesure d'un ou plusieurs paramètres permettant de juger du respect de l'exigence essentielle de la directive.
Par exemple, la norme harmonisée EN 300 220-2 referait à la norme EN 300 220-1 pour la méthodologie d'essai.

### Gestion des Bandes de fréquence

#### Classe produit, Équipements soumis à licence
Pour les équipements hertziens, 2 classes étaient identifiées:
- Les équipements hertzien de classe 1 pouvaient être mis sur le marché sans restriction. Ceux-ci utilisent les bandes de fréquence harmonisées conformément aux sous-classes définies.
- Les équipements hertzien de classe 2 étaient tous ceux qui ne sont pas de classe 1. Ceux-ci pouvaient soit être soumis à licence, soit être interdits d'utilisation dans tout ou partie du territoire de l'État membre.

#### Bandes de fréquence harmonisées
Chaque État peut ne pas accepter l'utilisation d'une bande de fréquence sur tout ou partie de son territoire. La liste des fréquences pour chaque pays est maintenue par le groupe ECO de la CEPT.  
L'Union européenne vise l'harmonisation de l'utilisation des fréquences dans l'ensemble de l'Union. Pour les équipements de courte portée, le document ERC/REC 70-03 fait référence dans la plupart des normes harmonisées.
Aussi, une bande de fréquence devient totalement «harmonisée» à partir du moment où les conditions d'utilisation sont identiques dans tous les pays de l'Union européenne. 
L'utilisation d'une fréquence non harmonisée obligeait la mention, à côté du logo CE, d'un point d'exclamation d'avertissement. La notice du produit devait décrire les restrictions liées à la fréquence utilisée. Ainsi, des équipements pouvaient être vendus dans toute l'Union européenne, mais étaient interdits d'utilisation dans certains pays.
Par exemple, les équipements Wi-Fi n'utilisent que partiellement une bande de fréquence harmonisée. En France, la puissance d'émission (PIRE] des canaux 1 à 13 (bande des 2,4 GHz) est limitée, depuis 2013, à 100 mW.

#### Licences
En France, les licences étaient à demander auprès de l'ANFR.

## Processus d'évaluation
Le processus d’évaluation prévoyait la création d’un dossier technique.
L’équipement non radio, ou l’équipement radio sans émetteur (récepteur uniquement) pouvait utiliser un processus interne (autoévaluation). Dans ce cas, le passage par un organisme notifié et le contrôle de fabrication par une assurance qualité sont facultatifs.
Sur un émetteur radio, le passage par un organisme notifié était obligatoire. Toutefois, si on utilisait une norme harmonisée dans une bande de fréquence harmonisée, l’intervention de l’organisme notifié pouvait être limitée aux « essais essentiels ». L’assurance qualité et le contrôle de fabrication restaient facultatifs.
Une déclaration de conformité devaient être livrée avec le produit.

## Liste des organismes notifiés
Les organismes suivant étaient notifiés pour la R&TTE.

### Belgique
Aucun organisme notifié à la directive R&TTE

### Canada
- NEMKO CANADA INC.

### France
- CETECOM
- EMITECH
- LCIE
- UTAC
- LNE (Laboratoire National de métrologie et d'Essais)

### Luxembourg
Aucun organisme notifié à la directive R&TTE

### Suisse
Aucun organisme notifié à la directive R&TTE

## Marquages
Le logo CE, accompagné du numéro de l’organisme notifié consulté, devait apparaître sur le produit. Aussi, si la bande de fréquence utilisée par l'émetteur n'était pas harmonisée, un point d'exclamation entouré devait figurer à côté du logo CE.

## Liens
- La directive 1999/5/CE R&TTE
- ARCEP : page résumant la directive
- ANFR : Page sur la réglementation applicable sur les équipements radio
- Commission Européenne : Page de la commission européenne sur la directive
- RTTE CA : Association pour la conformité des équipements radio et les terminaux de télécommunication
- ERC REC 70-03 : Recommandation sur l'utilisation des bandes de fréquences des équipements radio à courte portée